# 도요다촌 (이바라키현)
도요다촌(豊田村)은 이바라키현 도요다군·유키군에 일찍이 존재했던 촌이다. 현재의 조소시 북동부에 해당한다.

## 역사
- 1889년 4월 1일 -정촌제 시행에 의해 도요다군 도요다촌이 성립하였다.
- 1896년 4월 1일 - 군 재편에 따라 유키군이 성립하여, 도요다촌은 유키군에 속하게 되었다.
- 1954년 6월 1일 - 이시게정, 오카다촌, 이누마촌 및 다마촌의 일부와 합병해 새로운 이시게정이 성립하여, 동일 도요다촌은 폐지되었다.

## 참고문헌
- 角川日本地名大辞典 8 茨城県